# З'їж яблуко на зло Путіну!
З'їж яблуко на зло Путіну! (пол. Jedz jabłka na złość Putinowi) — флешмоб із закликом споживати польські яблука.

## Історія
Виник наприкінці липня 2014 року в польському суспільстві як реакція на введення Російською Федерацією ембарго на постачання майже всіх овочів і фруктів із Польщі. Після цього флешмоб набув широкого розголосу, його підтримали широкі верстви як у Польщі, так і за її межами.

## Перебіг подій
З 1 серпня 2014 року у відповідь на запровадження міжнародних санкцій проти Росії, російська влада накладає ембарго на постачання майже всіх овочів і фруктів з Польщі.
За декілька днів до цього заступник редактора польського видання «Пульс бізнесу» (пол. Puls Biznesu) Гжегож Навацький започаткував у Twitter акцію «Їж яблука і пий сидр» під хештегом #JedzJablka i pij cydr. Заклик широко поширився у соціальних мережах Twitter і Facebook, розпочався флешмоб під гаслом «З'їж яблуко на зло Путіну!» на підтримку польських виробників. Під хештегом #jedzjablka (укр. «їж яблука») поляки стали розміщувати свої фото з надкушеними яблуками та пляшками сидру (яблучного вина).
На початку серпня 2014 року флешмоб набув широкого розголосу в суспільстві та вийшов за межі Польщі. Його також підтримали польські та інші політики найвищого рівня.